# Madame, Madame!
Madame, Madame! är Firefox AK:s debutalbum, utgivet 2006 på Razzia Records.
Till två låtar gjordes videor: "What's That Sound" och "Who Can Act". "What's That Sound"-videon regisserades av Liselotte Wajstedt och videon till "Who Can Act" av Johnny Karlsson och Staffan Larsson.
Från skivan släpptes också låten "What's That Sound" som en EP med samma namn, vilken föregick själva albumet. Senare släpptes även singlarna Madame, Madame! och The Draft, där den senare dock var en promotionsingel.

## Låtlista
Där inte annat anges är låtarna skrivna av Andrea Kellerman.
1. "City to City" - 2:43
2. "Habibi" - 3:45 (Assid)
3. "Madame, Madame!" - 3:55
4. "Love to Run" - 3:23
5. "Cardiac Arrest" - 3:00
6. "Who Can Act" - 2:19
7. "Zodiac" - 2:35
8. "What's That Sound" - 2:18
9. "All Those People" - 3:28
10. "The Draft" - 4:05

## Personal
- Linn Cederö - sång på "City to City"
- Björn Engelmann - mastering
- Viktor Ginner - sång på "Madame, Madame!", producent, mixning, programmering
- Karl24 - artwork
- Rasmus Kellerman - trummor på "Habibi", sång på "The Draft"
- Rolf Klinth - mixning

## Mottagande
Skivan snittar på 2,8/5 på Kritiker.se, baserat på fem recensioner.

### Fotnoter
1. 1 2 3  ”Madame, Madame!”. Discogs.com. http://www.discogs.com/Firefox-AK-Madame-Madame/release/700481. Läst 6 april 2012.
2. ↑  ”Firefox AK:s diskografi”. Discogs.com. http://www.discogs.com/artist/Firefox+AK. Läst 6 april 2012.
3. ↑  ”Madame, Madame!”. Kritiker.se. https://kritiker.se/skivor/firefox-ak/madame-madame/. Läst 6 april 2012.